# Jenny (Lied)
Jenny ist ein Lied des österreichischen Sängers Udo Jürgens aus dem Jahr 1960. International ist das Lied auch in seiner englischsprachigen Fassung Jenny oh Jenny bekannt.

## Entstehung und Veröffentlichung
Getextet und komponiert wurde das Lied vom Interpreten selbst. Bei der Instrumentierung wurde er vom Orchester Erich Werner unterstützt.
Die Erstveröffentlichung von Jenny erfolgte als Single im Oktober 1960 bei Polydor. Diese erschien als 7″-Single mit der B-Seite Wo mag die Liebe sein (Katalognummer: 24 361). Im Januar 1961 erschien bei Decca Records die englischsprachige Fassung Jenny oh Jenny als Single in den Vereinigten Staaten (Katalognummer: 31207). Diese umfasste als B-Seite den von Julia Werner geschriebenen Titel Oh, What a Fool I’ve Been. 1965 erschien as Original zu Jenny als Teil von Jürgens’ Debütalbum Portrait in Musik (Katalognummer: Vogue LDVS 17 065).

## Chartplatzierungen
| ChartsChartplatzierungen | Höchstplatzierung | Monate |
| ------------------------ | ----------------- | ------ |
| Deutschland (GfK)        | 36 (4 Mt.)        | 4      |

## Coverversionen
1960 nahm die Sängerin Lale Andersen eine Coverversion unter dem Titel Jonny mit anderem männlichen Vornamen (Jonny statt Jenny) auf.